# Lea (namn)
För andra betydelser, se Lea (olika betydelser).

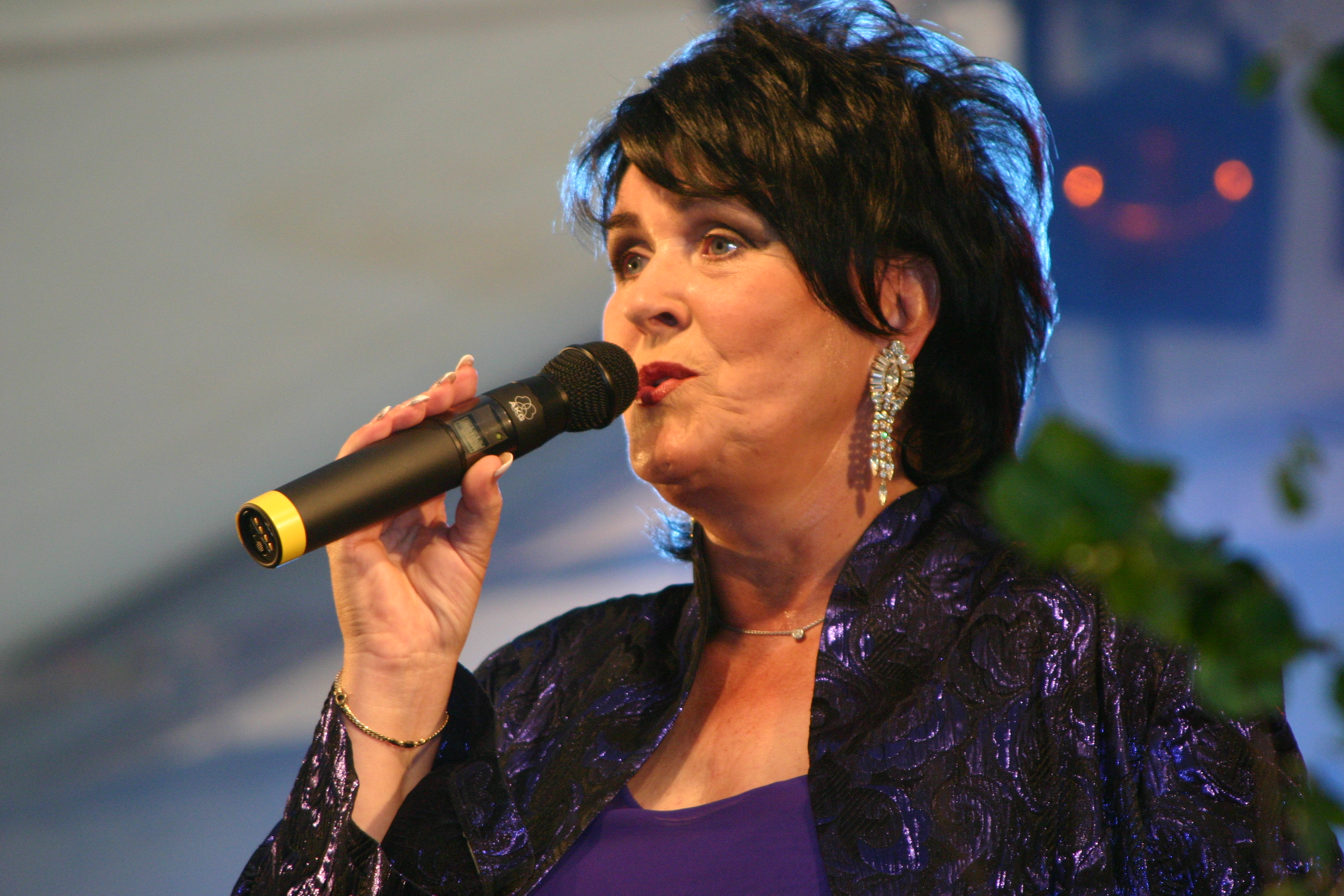
Lea Laven, 2004.

Kvinnonamnet Lea är ett bibliskt namn från לֵאָה (Le'ah). Namnet betyder antingen 'trött' eller 'vildko' eller kommer från det akkadiska ordet för 'härskarinna'. I Bibeln är Lea hustru till Jakob och syster till Rakel. Namnet kom med i den svenska almanackan år 2001.
Namnet har varit mycket ovanligt i Sverige, men sedan det infördes i almanackan har användningen ökat raketartat. Den 31 december 2009 fanns det totalt 3 223 personer i Sverige med namnet Lea eller Leah, varav 1 743 med det som tilltalsnamn. År 2003 fick 85 flickor namnet, varav 55 fick det som tilltalsnamn, 2011 fick 315 svenska flickor namnet Lea eller Leah som tilltalsnamn. 

Namnsdag: 26 juni (Sverige) 28 juni (Norge). I den finlandssvenska namnsdagslängden har Lea namnsdag 5 januari sedan 1929, då en egen namnsdagskalender togs i bruk för finlandssvenskar.

## Personer med namnet Lea/Leah
- Lea Ahlborn, konstnär
- Lea Laven, finsk sångerska
- Lea Massari, italiensk skådespelerska (född 1933)
- Lea Michele, amerikansk skådespelerska
- Leah Remini, amerikansk skådespelerska
- Lea Salonga, filippinsk musikalartist
- Lea Thompson, amerikansk skådespelerska